# Toea Wisil
Toea Wisil (Banz, 1º gennaio 1988) è una velocista papuana.

## Record nazionali
- 100 metri piani: 11"29 (+1,9 m/s) ( Suva, 9 luglio 2016)
- 200 metri piani: 23"13 (+1,5 m/s) ( Canberra, 12 marzo 2017)
- 400 metri piani: 53"19 ( Gold Coast, 14 agosto 2010)

## Progressione

### 100 metri piani
| Stagione | Tempo | Luogo        | Data       | Rank. Mond. |
| -------- | ----- | ------------ | ---------- | ----------- |
| 2019     | 11"50 | Apia         | 16-7-2019  |             |
| 2018     | 11"65 | Hiroshima    | 29-4-2018  |             |
| 2017     | 11"29 | Canberra     | 17-2-2017  |             |
| 2016     | 11"29 | Suva         | 9-7-2016   |             |
| 2015     | 11"40 | Brisbane     | 28-3-2015  |             |
| 2014     | 11"44 | Glasgow      | 28-7-2014  |             |
| 2013     | 11"41 | Albert Park  | 6-4-2013   |             |
| 2012     | 11"49 | Gold Coast   | 24-3-2012  |             |
| 2011     | 11"67 | Wanjiang     | 29-5-2011  |             |
| 2010     | 11"49 | Nuova Delhi  | 7-10-2010  |             |
| 2009     | 11"50 | Santa Monica | 25-7-2009  |             |
| 2008     | 11"96 | Los Angeles  | 7-6-2008   |             |
| 2007     | 11"87 | Brisbane     | 2-3-2007   |             |
| 2006     | 11"99 | Apia         | 14-12-2006 |             |
| 2005     | 12"16 | Townsville   | 21-9-2005  |             |

### 200 metri piani
| Stagione | Tempo | Luogo       | Data       | Rank. Mond. |
| -------- | ----- | ----------- | ---------- | ----------- |
| 2019     | 23"78 | Apia        | 18-7-2019  |             |
| 2018     | 24"02 | Fukuroi     | 3-5-2018   |             |
| 2017     | 23"13 | Canberra    | 12-3-2017  |             |
| 2016     | 23"43 | Canberra    | 7-2-2016   |             |
| 2015     | 23"61 | Brisbane    | 8-3-2015   |             |
| 2014     | 23"81 | Sydney      | 15-3-2014  |             |
| 2013     | 23"53 | Sydney      | 14-4-2013  |             |
| 2012     | 23"46 | Brisbane    | 10-3-2012  |             |
| 2011     | 23"84 | Gold Coast  | 29-1-2011  |             |
| 2010     | 23"65 | Nuova Delhi | 9-10-2010  |             |
| 2009     | 23"79 | San Diego   | 14-6-2009  |             |
| 2008     | 24"13 | Los Angeles | 7-6-2008   |             |
| 2007     | 14"10 | Apia        | 6-9-2007   |             |
| 2006     | 24"53 | Apia        | 16-12-2006 |             |
| 2005     | 24"84 | Townsville  | 21-9-2005  |             |

### 400 metri piani
| Stagione  | Tempo | Luogo        | Data       | Rank. Mond. |
| --------- | ----- | ------------ | ---------- | ----------- |
| 2019      | 53"90 | Apia         | 17-7-2019  |             |
| 2016-2018 | –     | –            | –          | –           |
| 2015      | 54"17 | Port Moresby | 15-7-2015  |             |
| 2014      | –     | –            | –          | –           |
| 2013      | 57"58 | Matāʻutu     | 4-9-2013   |             |
| 2012      | 55"28 | Gold Coast   | 21-12-2012 |             |
| 2011      | 54"81 | Gold Coast   | 25-6-2011  |             |
| 2010      | 53"19 | Gold Coast   | 14-8-2010  |             |
| 2009      | 55"25 | Brisbane     | 13-3-2009  |             |
| 2008      | –     | –            | –          | –           |
| 2007      | 55"15 | Apia         | 5-9-2007   |             |
| 2006      | 56"01 | Melbourne    | 17-2-2006  |             |
| 2005      | 57"55 | Marrakech    | 13-7-2005  |             |

## Palmarès
| Anno | Manifestazione           | Sede           | Evento      | Risultato  | Prestazione | Note                                     |
| ---- | ------------------------ | -------------- | ----------- | ---------- | ----------- | ---------------------------------------- |
| 2006 | Mondiali juniores        | Pechino        | 100 m piani | Batteria   | 12"17       |                                          |
| 2006 | Mondiali juniores        | Pechino        | 4×100 m     | Batteria   | 48"40       |                                          |
| 2006 | Mondiali juniores        | Pechino        | 4×400 m     | 5ª         | 3'47"88     | Record nazionale                         |
| 2006 | Campionati oceaniani     | Apia           | 100 m piani | Argento    | 12"03       |                                          |
| 2006 | Campionati oceaniani     | Apia           | 200 m piani | Bronzo     | 24"53       |                                          |
| 2007 | Giochi del Pacifico      | Apia           | 100 m piani | Bronzo     | 12"00       |                                          |
| 2007 | Giochi del Pacifico      | Apia           | 200 m piani | Bronzo     | 24"34       |                                          |
| 2007 | Giochi del Pacifico      | Apia           | 400 m piani | Argento    | 55"15       |                                          |
| 2007 | Giochi del Pacifico      | Apia           | 4×100 m     | Oro        | 45"99       |                                          |
| 2007 | Giochi del Pacifico      | Apia           | 4×400 m     | Oro        | 3'40"55     | Record dei Giochi                        |
| 2010 | Campionati oceaniani     | Cairns         | 100 m piani | Oro        | 11"85       |                                          |
| 2010 | Campionati oceaniani     | Cairns         | 200 m piani | Oro        | 23"63       |                                          |
| 2010 | Campionati oceaniani     | Cairns         | 400 m piani | 4ª         | 55"87       |                                          |
| 2010 | Campionati oceaniani     | Cairns         | 4×100 m     | Oro        | 46"86       | Record dei campionati                    |
| 2010 | Giochi del Commonwealth  | Nuova Delhi    | 100 m piani | 4ª         | 11"52       |                                          |
| 2010 | Giochi del Commonwealth  | Nuova Delhi    | 200 m piani | 7ª         | 23"84       |                                          |
| 2010 | Giochi del Commonwealth  | Nuova Delhi    | 4×400 m     | Batteria   | 3'40"40     | Record nazionale                         |
| 2011 | Giochi del Pacifico      | Numea          | 100 m piani | Oro        | 11"96       |                                          |
| 2011 | Giochi del Pacifico      | Numea          | 200 m piani | Oro        | 24"61       |                                          |
| 2011 | Giochi del Pacifico      | Numea          | 400 m piani | Oro        | 54"94       |                                          |
| 2011 | Giochi del Pacifico      | Numea          | 4×100 m     | Oro        | 46"30       |                                          |
| 2011 | Giochi del Pacifico      | Numea          | 4×400 m     | Oro        | 3'45"32     |                                          |
| 2012 | Giochi olimpici          | Londra         | 100 m piani | Batteria   | 11"27       |                                          |
| 2013 | Campionati oceaniani     | Papeete        | 100 m piani | Oro        | 11"90       |                                          |
| 2013 | Campionati oceaniani     | Papeete        | 200 m piani | Oro        | 24"45       |                                          |
| 2013 | Mondiali                 | Mosca          | 100 m piani | Batteria   | 11"61       |                                          |
| 2013 | Mondiali                 | Mosca          | 200 m piani | Batteria   | 24"23       |                                          |
| 2014 | Campionati oceaniani     | Rarotonga      | 100 m piani | Oro        | 11"57       |                                          |
| 2014 | Campionati oceaniani     | Rarotonga      | 200 m piani | Batteria   | 24"71       |                                          |
| 2014 | Campionati oceaniani     | Rarotonga      | 4×100 m     | Oro        | 47"88       |                                          |
| 2014 | Giochi del Commonnwealth | Glasgow        | 100 m piani | Semifinale | 11"44       | Miglior prestazione personale stagionale |
| 2014 | Giochi del Commonnwealth | Glasgow        | 200 m piani | Semifinale | 24"48       |                                          |
| 2014 | Giochi del Commonnwealth | Glasgow        | 4×400 m     | Batteria   | 3'46"26     |                                          |
| 2015 | Giochi del Pacifico      | Port Moresby   | 100 m piani | Oro        | 11"86       |                                          |
| 2015 | Giochi del Pacifico      | Port Moresby   | 200 m piani | Oro        | 24"05       |                                          |
| 2015 | Giochi del Pacifico      | Port Moresby   | 400 m piani | Oro        | 54"17       |                                          |
| 2015 | Giochi del Pacifico      | Port Moresby   | 4×100 m     | Argento    | 46"27       |                                          |
| 2015 | Giochi del Pacifico      | Port Moresby   | 4×400 m     | Oro        | 3'45"13     |                                          |
| 2016 | Giochi olimpici          | Rio de Janeiro | 100 m piani | Batteria   | 11"48       |                                          |
| 2017 | Campionati oceaniani     | Suva           | 100 m piani | Oro        | 11"63       |                                          |
| 2017 | Campionati oceaniani     | Suva           | 200 m piani | Oro        | 23"24       |                                          |
| 2017 | Mondiali                 | Londra         | 100 m piani | Batteria   | 11"41       |                                          |
| 2017 | Mondiali                 | Londra         | 200 m piani | Batteria   | 23"93       |                                          |
| 2019 | Campionati oceaniani     | Townsville     | 100 m piani | 4ª         | 11"99       |                                          |
| 2019 | Campionati oceaniani     | Townsville     | 400 m piani | 4ª         | 55"71       |                                          |
| 2019 | Campionati oceaniani     | Townsville     | 4×100 m     | Bronzo     | 47"08       |                                          |
| 2019 | Giochi del Pacifico      | Apia           | 100 m piani | Oro        | 11"56       |                                          |
| 2019 | Giochi del Pacifico      | Apia           | 200 m piani | Oro        | 23"45       |                                          |
| 2019 | Giochi del Pacifico      | Apia           | 400 m piani | Oro        | 53"90       |                                          |
| 2019 | Giochi del Pacifico      | Apia           | 4×100 m     | Argento    | 45"97       |                                          |
| 2019 | Giochi del Pacifico      | Apia           | 4×400 m     | Oro        | 3'44"86     |                                          |
| 2022 | Giochi del Commonwealth  | Birmingham     | 100 m piani | Batteria   | 11"79       | Miglior prestazione personale stagionale |
| 2022 | Giochi del Commonwealth  | Birmingham     | 200 m piani | Semifinale | 24"43       |                                          |
| 2022 | Giochi del Commonwealth  | Birmingham     | 4x100 m     | Batteria   | 45"38       | Record nazionale                         |